# Lady Gaga Enigma + Jazz & Piano
Lady Gaga Enigma + Jazz & Piano – rezydentura amerykańskiej piosenkarki Lady Gagi odbywająca się w Park Theatre w Las Vegas. 
Podzielona jest na dwie części: Enigma (zawiera repertuar w stylu muzyki pop, w tym największe przeboje piosenkarki) oraz Jazz & Piano (obejmuje piosenki z Great American Songbook i okrojone wersje piosenek Gagi w stylu jazz). Pierwszy występ w stylu Enigma odbył się 28 grudnia 2018, zaś premierowy pokaz Jazz & Piano miał miejsce 20 stycznia 2019. Z powodu pandemii COVID-19 doszło do anulowania paru występów, a osiemnaście z typu jazz zostało przeniesionych na 2021 i 2022. W 2023 i 2024 Lady Gaga wykonywała koncerty z cyklu Jazz & Piano.   

## Organizacja

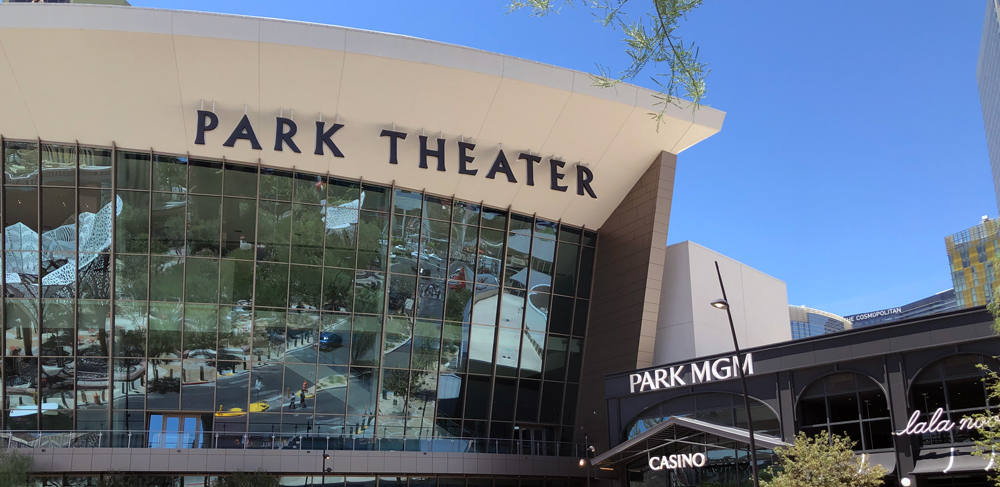
Park Theatre, w którym odbywa się rezydentura

W grudniu 2017 roku Gaga ogłosiła swoją dwuletnią rezydenturę na terenie Las Vegas w Park Theatre. Rezydencja została podzielona na dwa rodzaje występów: Enigma i Jazz & Piano. Pierwotnie projekt zakładał dwadzieścia jeden występów typu Enigma oraz dziewięć w stylu Jazz & Piano, a następnie został rozszerzony do trzydziestu dwóch koncertów ogólnie. Piosenkarka opublikowała promocyjny plakat rezydentury, w którym jest pomalowana niebieską farbą fosforyzującą. 4 grudnia 2018 Gaga podzieliła się filmikiem z próby, w którym przygotowała się do występów. Przedsprzedaż biletów rozpoczęła się 10 sierpnia, a trzy dni później rozpoczęła się dystrybucja w ogólnym charakterze
Pierwszy koncert z rezydentury był w stylu Enigma i odbył się 28 grudnia 2018, zaś 20 stycznia 2019 odbyła się premiera pokazu Jazz & Piano. W czerwcu 2019 Gaga poinformowała, że przedłuży swoja rezydencję na rok 2020, dodając osiem nowych koncertów. Dodatkowo piosenkarka zadeklarowała, że wystąpi w ramach rezydentury trzykrotnie pod koniec grudnia 2019. Pierwsza edycja koncertów z rezydentury zakończyła się 8 listopada 2018, po 31 występach. Druga część miała trwać od 30 kwietnia do 16 maja 2020, jednak wszystkie koncerty zostały odwołane z powodu pandemii COVID-19. 23 czerwca 2021 poinformowano, że Gaga powróci do Park Theatre w ramach koncertów Jazz & Piano. Wówczas piosenkarka zagrała po dziewięć koncertów Jazz & Piano w 2021 i 2022. 31 lipca 2023 Lady Gaga poinformowała, że wystąpi dwanaście razy w ramach jej rezydentury Jazz & Piano w Las Vegas. Koncerty odbyły się między 21 sierpnia, a 5 października 2023. Piosenkarka ponownie powróciła do Las Vegas w czerwcu 2024, wykonując osiem koncertów z cyklu jazz. 

## Kompozycja

### Enigma

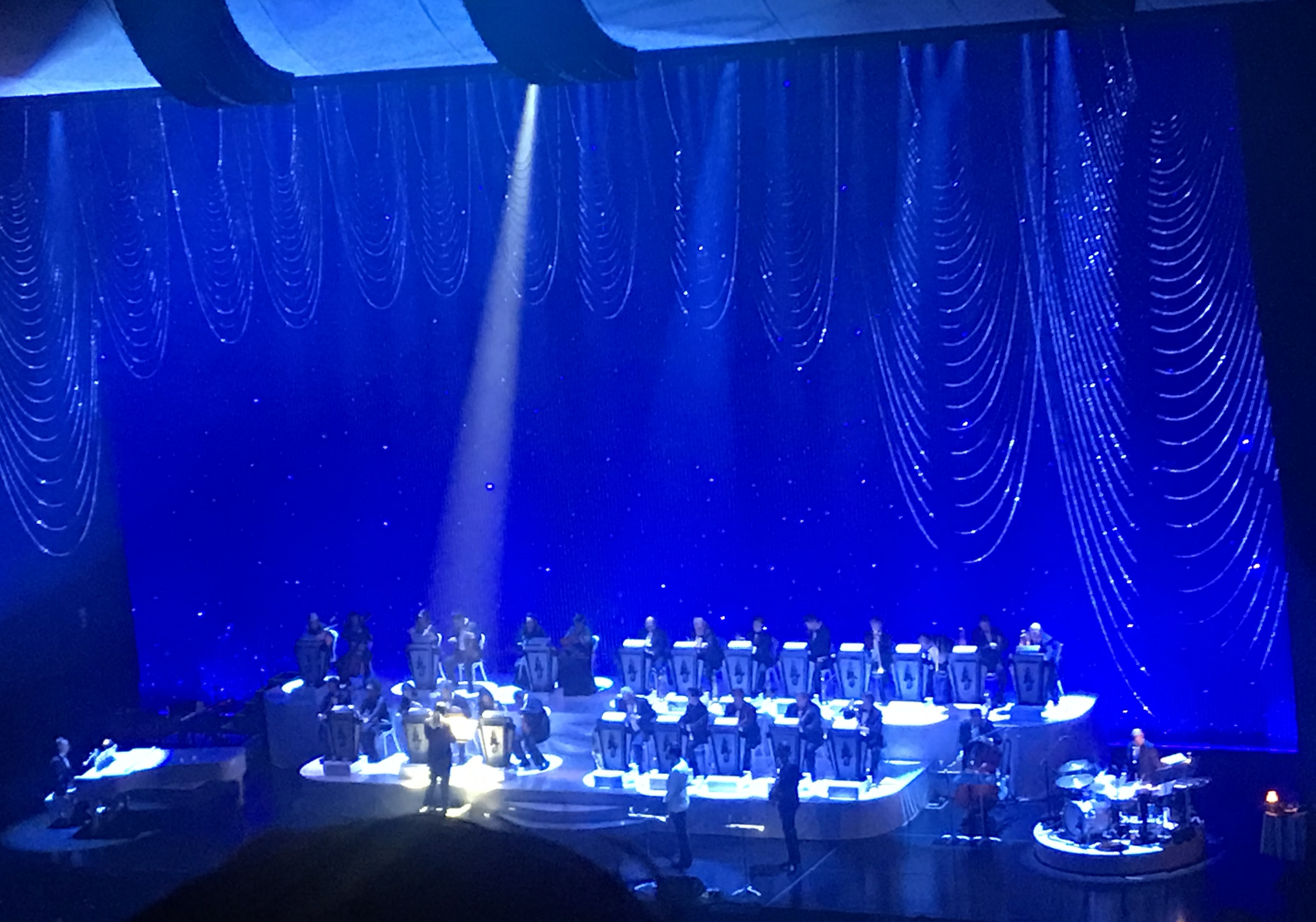
Scena podczas koncertu z cyklu Jazz & Piano

Scenariusz pokazu został stworzony przez Gagę przy pomocy Elia Russela. Według piosenkarki program Enigmy zawiera luźną fabułę o "uzdrowieniu i odnalezieniu siebie", z scenerią mającą na celu naśladowanie postapokaliptycznego środowiska. Inspiracją modową przy organizacji show było science fiction, a autorami strojów używanych przez Gagę podczas koncertów są: Tom Ford, Asher Levine i Vex Latex. Lady Gaga pojawiła się na koncertach w: srebrnym diamentowym kostiumie oraz czarnej czapce; skórzanym gorsecie z neonowymi zielonymi detalami; przezroczystej fioletowej sukience, z metalicznym fioletowym wyciętym body pod spodem; oraz stylizacji przypominającej mechaniczną zbroję.

### Jazz & Piano
Koncerty w stylu Jazz & Piano skupiały się na scenerii elegancji oraz glamuru. Autorami strojów, które Gaga zakładała byli: Ralph Lauren, Schiaparelli, Adrian Manceras, Armani Privé i siostra Gagi, Natali Germanotta. Podczas show Gaga ubierała: czarną cekinową sukienkę z głębokim dekoltem w szpic, rozcięciem, kryształowymi aplikacjami i kryształowymi frędzlami; suknię z długimi rękawami, która ozdobiona była kryształami oraz białą peleryną z piór; czarną suknię, ozdobioną długą różową jedwabną peleryną; a na koniec kostium smokingowy z beretem. 

## Opis koncertu

### Enigma
Na podstawie źródła:

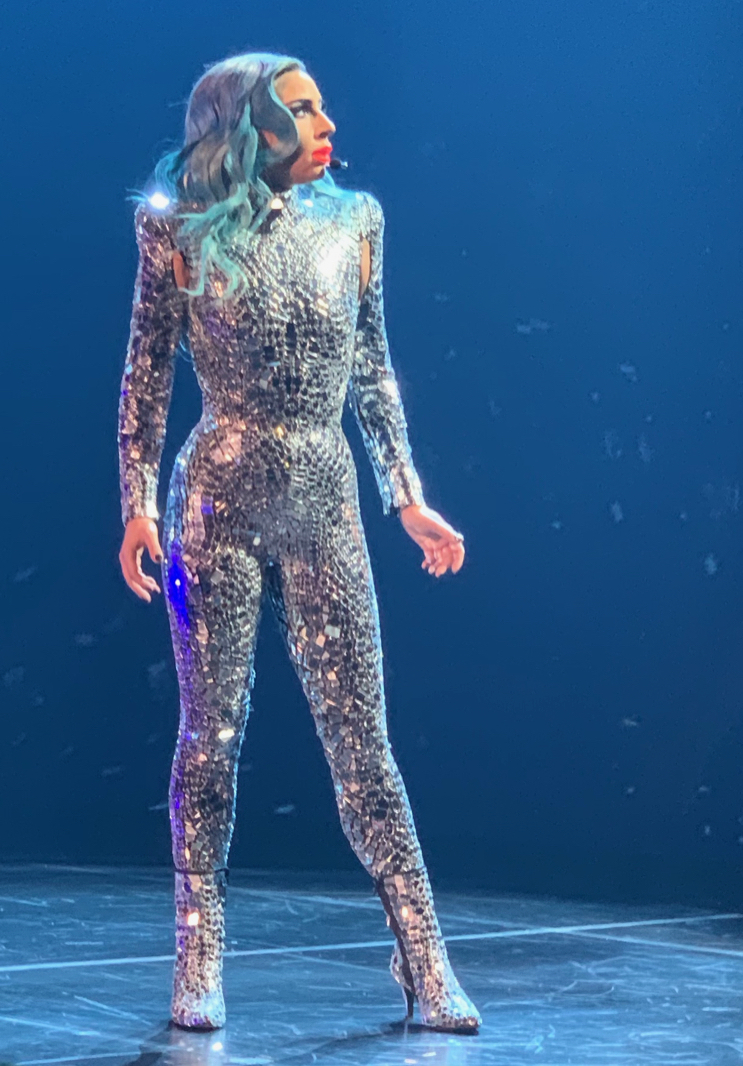
Lady Gaga podczas koncertu typu Enigma

Wydarzenie trwa około 110 minut i zawiera dwadzieścia jeden utworów oraz specjalnie przygotowane nagrania, które udzielają akty. Akt pierwszy rozpoczyna się od piosenki „Just Dance”, którą Lady Gaga wykonuje, przywiązana do sufitu, latając nad publicznością. Gdy opada na scenę, śpiewa „Poker Face” oraz „LoveGame”, jednocześnie tańcząc z grupą tancerzy. Następnie wyświetlany jest film, w którym ukazana jest tytułowa Enigma, wyjaśniająca kim jest. 
Akt drugi rozpoczyna się piosenkami „Dance in the Dark” i „Beautiful, Dirty, Rich”. Lady Gaga zdejmuje kurtkę ze swojego kostiumu i śpiewa „The Fame”, jednocześnie grając na specjalnie przygotowanym instrumencie, który zawiera struny klawiszowe i gitarowe. Po wykonaniu „Telephone” i „Applause”  Gaga śpiewa „Paparazzi” w kulistej klatce, która unosi się nad ziemią. Według fabuły dzieje się tak dlatego, że piosenkarka na Ziemi nie jest bezpieczna. Ostatecznie zostaje ona złapana przez wrogów i wykonuje piosenkę „Aura”. Akt trzeci rozpoczyna się piosenką „Scheiße”, podczas gdy Gaga wjeżdża na scenę w wielkim mechanicznym robocie. Gaga schodzi z pojazdu podczas utworu „Judas”, po czym wykonuje „Government Hooker” ze zmienionymi słowami, dostosowanymi do administracji Donalda Trumpa. Następnie wykonuje cover piosenki Davida Bowiego „I’m Afraid of Americans”, stojąc przy okrągłym keyboardzie. 

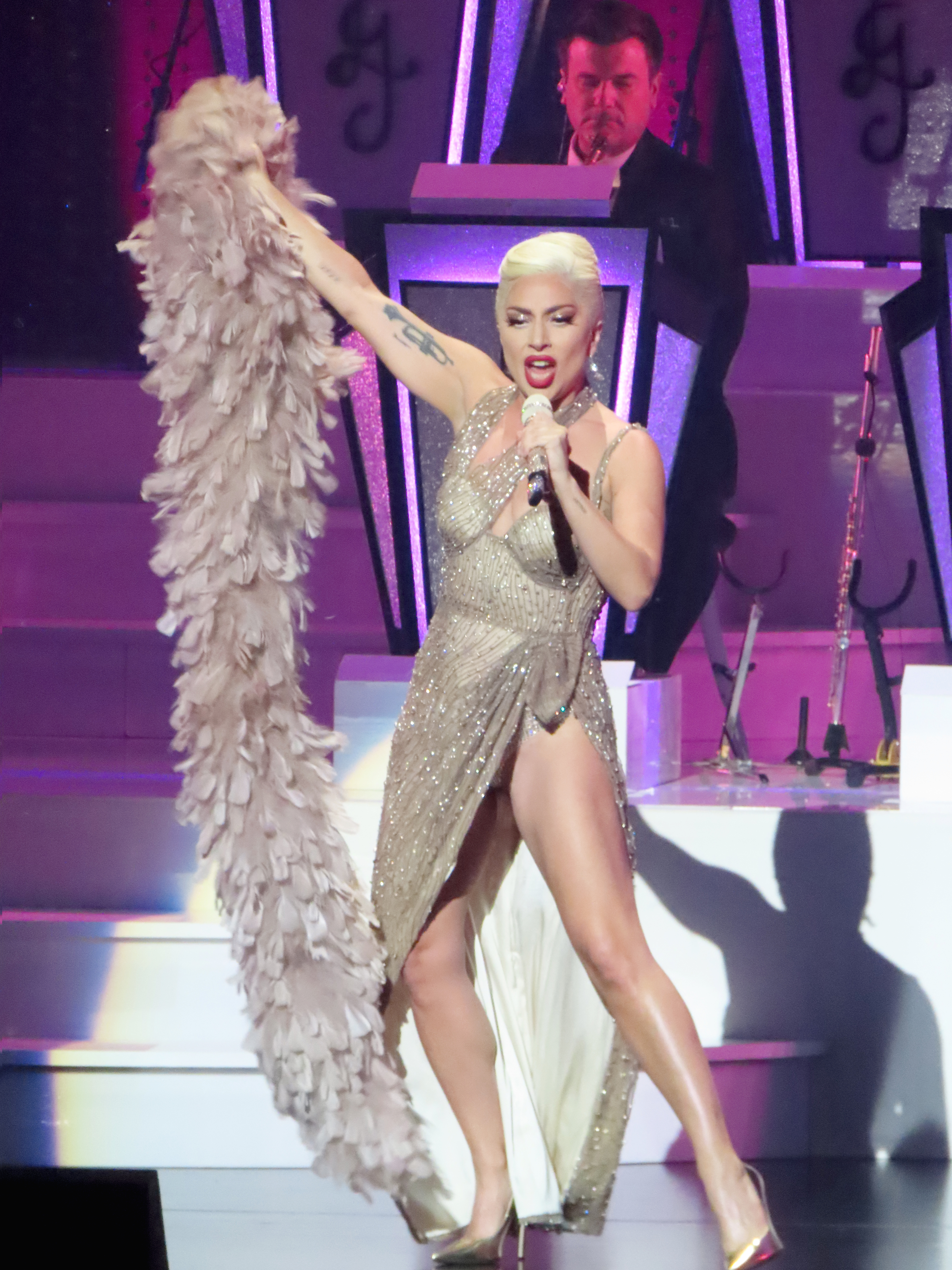
Lady Gaga na pokazie Jazz & Piano

Akt czwarty poprzedzony jest przerywnikiem, po którym Gaga śpiewa piosenki „The Edge of Glory” i „Alejandro”. Następnie piosenkarką siada przy pianinie na końcu wybiegu sceny, by zaśpiewać ballady „Million Reasons” i „You and I”. Ostatni akt otwiera piosenka „Bad Romance”, wykonywana przez Gagę na wybiegu sceny, podczas gdy tancerze wykonują choreografię na głównej scenie. Następnie piosenkarka opuszcza scenę, jednak po chwili wraca i wykonuje „Shallow” jako bis.

### Jazz & Piano
Na podstawie źródła:
Koncert podzielony jest na cztery akty, między którymi Lady Gaga zmienia swoje stroje. Show które składa się z 20 utworów, rozpoczyna się piosenką  „Luck Be a Lady”, podczas której Gaga zakłada czarną cekinową sukienkę. W tym typie koncertu Gaga wykonuje piosenki, które już wcześniej zcoverowała, np. „The Lady Is a Tramp”, „Orange Colored Sky”, część utworów z albumu Cheek to Cheek, „New York, New York” oraz „La vie en rose”, ale również cztery akustyczne wersje swoich przebojów takich jak: „Poker Face”, „Born This Way”, „Paparazzi” oraz „Bad Romance”. Podczas koncertów w 2022 Gaga wykonywała m.in. piosenki z nowego albumu Love for Sale.  

## Listy utworów
| Enigma – 28 grudnia 2018 |
| --- |
| 1. „Just Dance” 2. „Poker Face” 3. „LoveGame” 4. „Dance in the Dark” 5. „Beautiful, Dirty, Rich” 6. „The Fame” 7. „Telephone” 8. „Applause” 9. „Paparazzi” 10. „Aura” 11. „Scheiße” 12. „Judas” 13. „Government Hooker” 14. „I’m Afraid of Americans” (cover Davida Bowiego) 15. „The Edge of Glory” 16. „Alejandro” 17. „Million Reasons” 18. „You And I” 19. „Bad Romance” 20. „Born This Way” Bis 1. „Shallow” |

| Jazz and Piano – 20 stycznia 2019 |
| --- |
| 1. „Luck Be a Lady” 2. „Anything Goes” 3. „Call Me Irresponsible” 4. „Orange Colored Sky” 5. „Poker Face” 6. „The Lady Is a Tramp” 7. „Cheek to Cheek” 8. „I Can’t Give You Anything but Love, Baby” 9. „Someone to Watch Over Me” 10. „Born This Way” 11. „Bang Bang (My Baby Shot Me Down)” 12. „Coquette” 13. „What a Diff’rence a Day Made” 14. „Paparazzi” 15. „La Vie en rose” 16. „Just a Gigolo” 17. „Lush Life” 18. „Bad Romance” 19. „Fly Me to the Moon” Bis 1. „New York, New York” |

| Jazz and Piano – 17 października 2021 |
| --- |
| 1. „Luck Be a Lady” 2. „Orange Colored Sky” 3. „Love for Sale” 4. „Call Me Irresponsible” 5. „Poker Face” 6. „Bang Bang (My Baby Shot Me Down)” 7. „I Can’t Give You Anything but Love, Baby” 8. „Let's Do It” 9. „Do I Love You” 1. „Born This Way” 2. „Rags to Riches” 3. „Mambo Italiano” 4. „Coquette” 5. „What a Diff'rence a Day Made” 6. „Paparazzi” 7. „La Vie en rose” 8. „You're the Top” 9. „Bad Romance” 10. „Fly Me to the Moon” Bis 1. „New York, New York” |

| Uwagi |
| --- |
| - Podczas koncertu 30 grudnia 2018 roku, Gaga zadedykowała wykonanie piosenki „Yoü and I” Celine Dion, która była wtedy była częścią publiczności. - Podczas koncertu 20 stycznia 2019 roku, Gaga wykonała „Cheek to Cheek” oraz „The Lady Is a Tramp” wraz z Tonym Bennettem. - Podczas koncertu 26 stycznia 2019 roku, Gaga wykonała „Shallow” wraz z Bradleyem Cooperem. - W 2023 Gaga dodała do setlisty utwory: „The Best Is Yet to Come”, „Sway”, „Steppin' Out with My Baby”, „It Don't Mean a Thing (If It Ain't Got That Swing)” oraz „Stupid Love” w akustycznej wersji. - W 2024 Gaga zaczęła wykonywać utwór „Americano” w wersji jazz |

## Daty koncertów
| Data                 | Typ występu  | Sprzedane bilety         | Zysk         |
| Odnoga 1.            | Odnoga 1.    | Odnoga 1.                | Odnoga 1.    |
| -------------------- | ------------ | ------------------------ | ------------ |
| 28 grudnia 2018      | Enigma       | 59 162 / 59 162          | 15 970 436 $ |
| 30 grudnia 2018      | Enigma       | 59 162 / 59 162          | 15 970 436 $ |
| 31 grudnia 2018      | Enigma       | 59 162 / 59 162          | 15 970 436 $ |
| 17 stycznia 2019     | Enigma       | 59 162 / 59 162          | 15 970 436 $ |
| 19 stycznia 2019     | Enigma       | 59 162 / 59 162          | 15 970 436 $ |
| 20 stycznia 2019     | Jazz & Piano | 59 162 / 59 162          | 15 970 436 $ |
| 24 stycznia 2019     | Enigma       | 59 162 / 59 162          | 15 970 436 $ |
| 26 stycznia 2019     | Enigma       | 59 162 / 59 162          | 15 970 436 $ |
| 31 stycznia 2019     | Enigma       | 59 162 / 59 162          | 15 970 436 $ |
| 2 lutego 2019        | Enigma       | 59 162 / 59 162          | 15 970 436 $ |
| 3 lutego 2019        | Jazz & Piano | 59 162 / 59 162          | 15 970 436 $ |
| Odnoga 2.            |              |                          |              |
| 9 maja 2019          | Enigma       | Nieznane                 | Nieznane     |
| 17 maja 2019         | Enigma       | Nieznane                 | Nieznane     |
| 20 maja 2019         | Enigma       | Nieznane                 | Nieznane     |
| 30 maja 2019         | Enigma       | 48 833 / 48 833          | 13 549 061 $ |
| 1 czerwca 2019       | Enigma       | 48 833 / 48 833          | 13 549 061 $ |
| 2 czerwca 2019       | Jazz & Piano | 48 833 / 48 833          | 13 549 061 $ |
| 6 czerwca 2019       | Enigma       | 48 833 / 48 833          | 13 549 061 $ |
| 8 czerwca 2019       | Enigma       | 48 833 / 48 833          | 13 549 061 $ |
| 9 czerwca 2019       | Jazz & Piano | 48 833 / 48 833          | 13 549 061 $ |
| 12 czerwca 2019      | Enigma       | 48 833 / 48 833          | 13 549 061 $ |
| 14 czerwca 2019      | Enigma       | 48 833 / 48 833          | 13 549 061 $ |
| 15 czerwca 2019      | Jazz & Piano | 48 833 / 48 833          | 13 549 061 $ |
| 24 czerwca 2019      | Enigma       | Nieznane                 | Nieznane     |
| Odnoga 3.            |              |                          |              |
| 17 października 2019 | Enigma       | 60 684 / 60 684          | 18 835 571 $ |
| 19 października 2019 | Enigma       | 60 684 / 60 684          | 18 835 571 $ |
| 20 października 2019 | Jazz & Piano | 60 684 / 60 684          | 18 835 571 $ |
| 23 października 2019 | Enigma       | 60 684 / 60 684          | 18 835 571 $ |
| 25 października 2019 | Enigma       | 60 684 / 60 684          | 18 835 571 $ |
| 26 października 2019 | Jazz & Piano | 60 684 / 60 684          | 18 835 571 $ |
| 31 października 2019 | Enigma       | 60 684 / 60 684          | 18 835 571 $ |
| 2 listopada 2019     | Enigma       | 60 684 / 60 684          | 18 835 571 $ |
| 3 listopada 2019     | Jazz & Piano | 60 684 / 60 684          | 18 835 571 $ |
| 8 listopada 2019     | Enigma       | 60 684 / 60 684          | 18 835 571 $ |
| 9 listopada 2019     | Jazz & Piano | 60 684 / 60 684          | 18 835 571 $ |
| Odnoga 4.            |              |                          |              |
| 28 grudnia 2019      | Enigma       | 16 340 / 16 340          | 5 513 651 $  |
| 30 grudnia 2019      | Enigma       | 16 340 / 16 340          | 5 513 651 $  |
| 31 grudnia 2019      | Jazz & Piano | 16 340 / 16 340          | 5 513 651 $  |
| Odnoga 5.            |              |                          |              |
| 14 października 2021 | Jazz & Piano | 44 371 / 44 371          | 13 101 365 $ |
| 16 października 2021 | Jazz & Piano | 44 371 / 44 371          | 13 101 365 $ |
| 17 października 2021 | Jazz & Piano | 44 371 / 44 371          | 13 101 365 $ |
| 21 października 2021 | Jazz & Piano | 44 371 / 44 371          | 13 101 365 $ |
| 23 października 2021 | Jazz & Piano | 44 371 / 44 371          | 13 101 365 $ |
| 24 października 2021 | Jazz & Piano | 44 371 / 44 371          | 13 101 365 $ |
| 28 października 2021 | Jazz & Piano | 44 371 / 44 371          | 13 101 365 $ |
| 30 października 2021 | Jazz & Piano | 44 371 / 44 371          | 13 101 365 $ |
| 31 października 2021 | Jazz & Piano | 44 371 / 44 371          | 13 101 365 $ |
| Odnoga 6.            |              |                          |              |
| 14 kwietnia 2022     | Jazz & Piano | 46 196 / 46 196          | 12 935 506 $ |
| 16 kwietnia 2022     | Jazz & Piano | 46 196 / 46 196          | 12 935 506 $ |
| 17 kwietnia 2022     | Jazz & Piano | 46 196 / 46 196          | 12 935 506 $ |
| 21 kwietnia 2022     | Jazz & Piano | 46 196 / 46 196          | 12 935 506 $ |
| 23 kwietnia 2022     | Jazz & Piano | 46 196 / 46 196          | 12 935 506 $ |
| 24 kwietnia 2022     | Jazz & Piano | 46 196 / 46 196          | 12 935 506 $ |
| 28 kwietnia 2022     | Jazz & Piano | 46 196 / 46 196          | 12 935 506 $ |
| 30 kwietnia 2022     | Jazz & Piano | 46 196 / 46 196          | 12 935 506 $ |
| 1 maja 2022          | Jazz & Piano | 46 196 / 46 196          | 12 935 506 $ |
| Odnoga 7.            |              |                          |              |
| 31 sierpnia 2023     | Jazz & Piano | 58 668 / 58 668          | 17 000 000 $ |
| 2 września 2023      | Jazz & Piano | 58 668 / 58 668          | 17 000 000 $ |
| 3 września 2023      | Jazz & Piano | 58 668 / 58 668          | 17 000 000 $ |
| 6 września 2023      | Jazz & Piano | 58 668 / 58 668          | 17 000 000 $ |
| 7 września 2023      | Jazz & Piano | 58 668 / 58 668          | 17 000 000 $ |
| 9 września 2023      | Jazz & Piano | 58 668 / 58 668          | 17 000 000 $ |
| 10 września 2023     | Jazz & Piano | 58 668 / 58 668          | 17 000 000 $ |
| 28 września 2023     | Jazz & Piano | 58 668 / 58 668          | 17 000 000 $ |
| 30 września 2023     | Jazz & Piano | 58 668 / 58 668          | 17 000 000 $ |
| 1 października 2023  | Jazz & Piano | 58 668 / 58 668          | 17 000 000 $ |
| 4 października 2023  | Jazz & Piano | 58 668 / 58 668          | 17 000 000 $ |
| 5 października 2023  | Jazz & Piano | 58 668 / 58 668          | 17 000 000 $ |
| Łącznie              | Łącznie      | 334,254 / 334,254 (100%) | 96 905 590 $ |

### Odwołane koncerty
| Data             | Typ występu  | Powód                      |
| ---------------- | ------------ | -------------------------- |
| 6 listopada 2019 | Enigma       | Zapalenie zatok i oskrzeli |
| 30 kwietnia 2020 | Enigma       | Pandemia koronawirusa      |
| 2 maja 2020      | Enigma       | Pandemia koronawirusa      |
| 3 maja 2020      | Jazz & Piano | Pandemia koronawirusa      |
| 7 maja 2020      | Jazz & Piano | Pandemia koronawirusa      |
| 9 maja 2020      | Enigma       | Pandemia koronawirusa      |
| 10 maja 2020     | Jazz & Piano | Pandemia koronawirusa      |
| 13 maja 2020     | Enigma       | Pandemia koronawirusa      |
| 15 maja 2020     | Enigma       | Pandemia koronawirusa      |
| 16 maja 2020     | Jazz & Piano | Pandemia koronawirusa      |